# Ruth Fuchs
Pour les articles homonymes, voir Fuchs.
Ruth Fuchs (née Gamm le 14 décembre 1946 à Egeln (Saxe-Anhalt) et morte le 20 septembre 2023 à Iéna (Thuringe)) est une athlète est-allemande, spécialiste du lancer du javelot, qui s'illustre en remportant la médaille d'or des Jeux olympiques d'été de 1972 et de 1976. Elle améliore à six reprises le record du monde de la discipline.

## Biographie

### Carrière sportive
En 1994, Ruth Fuchs avoue avoir utilisé des stéroïdes dans le cadre du programme de dopage d’État en Allemagne de l'Est.

### Carrière politique

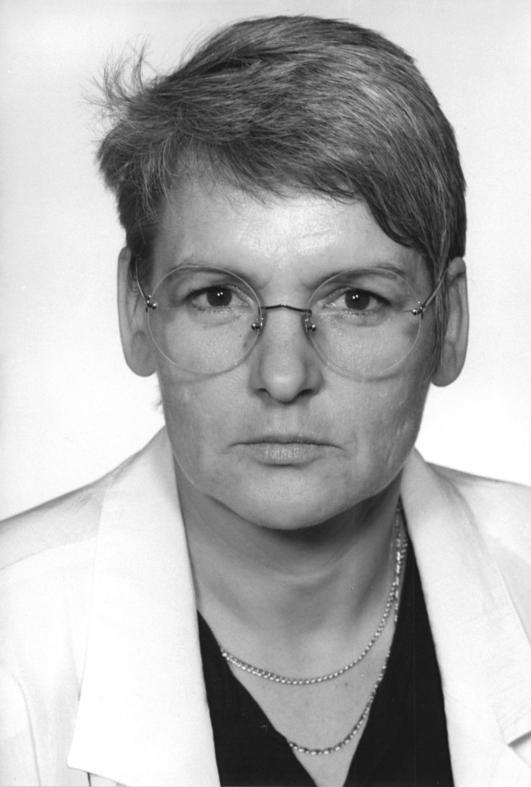
Ruth Fuchs en 1990.

Ruth Fuchs est députée à la Chambre du peuple pour le PDS.

## Palmarès

### Jeux olympiques
- Jeux olympiques d'été de 1972 à Munich :
  -  Médaille d'or du lancer du javelot
- Jeux olympiques d'été de 1976 à Montréal :
  -  Médaille d'or du lancer du javelot

### Championnats d'Europe
- Championnats d'Europe d'athlétisme 1971 à Helsinki :
  -  Médaille de bronze du lancer du javelot
- Championnats d'Europe d'athlétisme 1974 à Rome :
  -  Médaille d'or du lancer du javelot
- Championnats d'Europe d'athlétisme 1978 à Prague :
  -  Médaille d'or du lancer du javelot